# Control de armas de fuego en Honduras
Control de armas en Honduras se refiere al comercio, propiedad, posesión y uso de armas de fuego por los ciudadanos y residentes de Honduras. Los hondureños han permanecido pasivos en cuanto al control y a la proliferación de armas de fuego en el país.
Antes del año de 1985, no había ningún reglamento oficial acerca de la propiedad y posesión de armas de fuego por la ciudadanía. La Constitución hondureña de 1982 no hace ninguna mención explícita de los ciudadanos y la posesión de armas. Aunque la Constitución de 1965 sí declara en el título III, capítulo IV, artículo 94, que nadie puede poseer o llevar armas sin el permiso de la autoridad competente.
Hasta junio de 2007, estaba permitido llevar un arma de fuego en público, así como llevar un arma oculta debidamente autorizada. Pero el incremento de muertes por armas de fuego en el país trajo consigo otras restricciones sobre la posesión de armas. La ley actual todavía hace la compra, la propiedad y la posesión de armas de fuego legales, y describe el tipo de armas de fuego permitidas para la propiedad civil.

## Historia

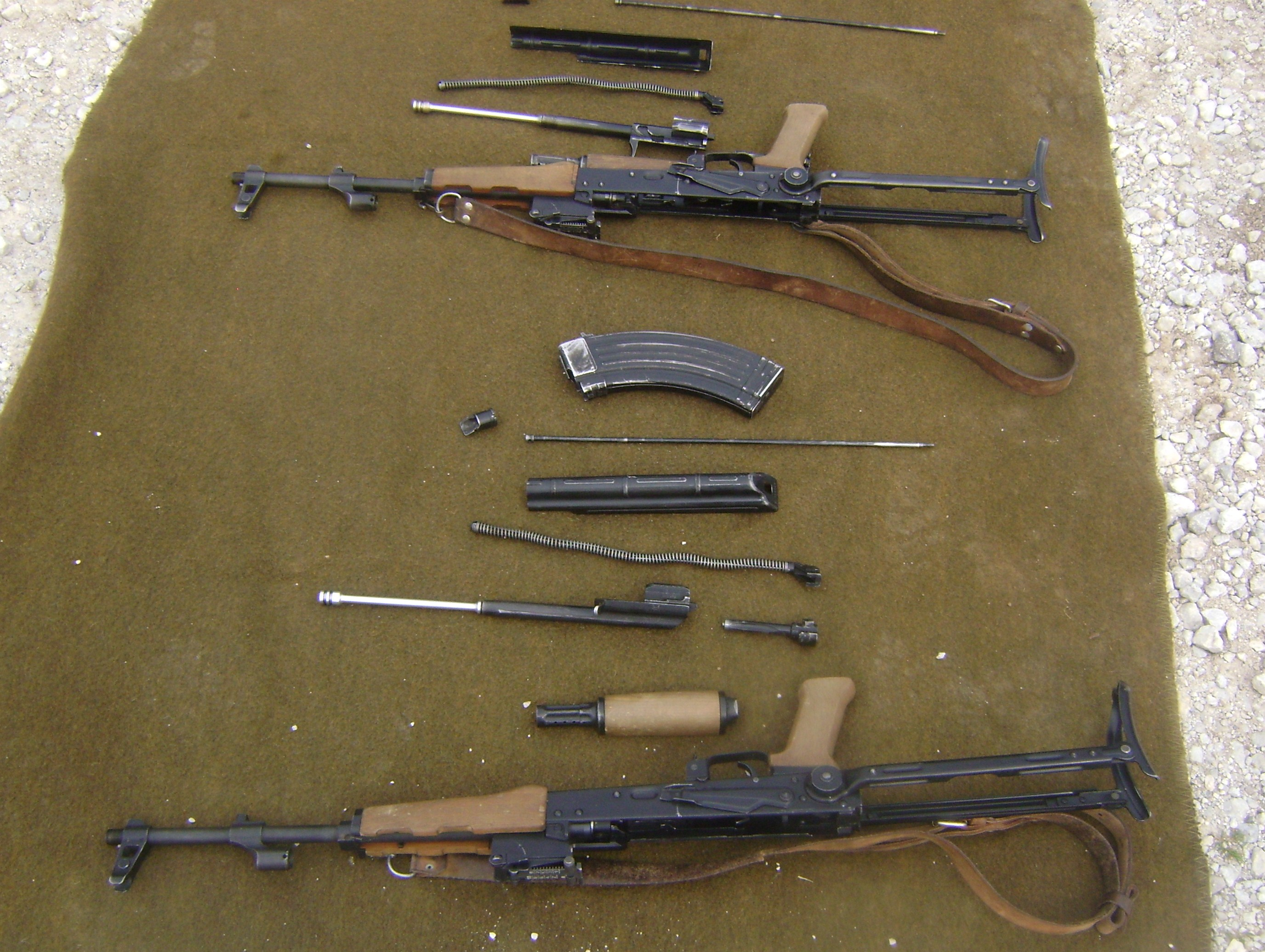
En Honduras hay una masiva presencia de armas en manos de civiles

"El control legal de la proliferación y el uso ilegal de armas de fuego es relativamente nuevo en Honduras." Antes de 1985, la posesión de un arma de fuego era considerada nada más y nada menos que la posesión de una propiedad como cualquier otra. Cuando se cometía un crimen con un arma de fuego, como robo, o asesinato, la posesión del arma no era considerada un delito. Sin embargo, el arma con el cual se cometía el delito se usaba como evidencia.
A partir del año de 1985 comienza a "regularse las actividades de tenencia, portación, compra, venta, registro de armas de fuego. En un inicio esas actividades fueron reguladas por el Poder Ejecutivo a través del Reglamento para la Tenencia y Portación de Armas, Acuerdo No 1029 del 6 de mayo de 1985."
"Con el proceso de desmilitarización... suscitado en Honduras en el segundo quinquenio de la década de los noventas la policía fue trasladada desde la Fuerzas Armadas a un ministerio de Seguridad dependiente del Poder Ejecutivo". Estos cambios generaron la necesidad de actualizar los denominados reglamentos que normaban las distintas atribuciones de las Fuerzas Armadas, el control de las armas pasa a ser una tarea civil, por lo que en el año 2000 mediante el Decreto No 30-2000 se emite la Ley de Control de Armas de Fuego, Municiones, Explosivos y otros similares."
Desde entonces, se han pasado varias reformas a la ley en un esfuerzo para limitar el uso de armas de fuego en crímenes violentos, incluyendo homicidios. Sin embargo, "según estimaciones de organismos de sociedad civil la normativa hondureña, además de facilitar la masiva presencia de armas en manos de civiles, deja importantes vacíos de control, como la importación y exportación de armas, los roles de las instituciones de supervisión y control, la prevención del tráfico y la violencia armada, el control de municiones" etc. Por lo que la ley hondureña, "puede definirse como permisiva ante la existencia y circulación de armas en la sociedad con lo cual también promueve la violencia."

## Cultura al estilo del viejo oeste

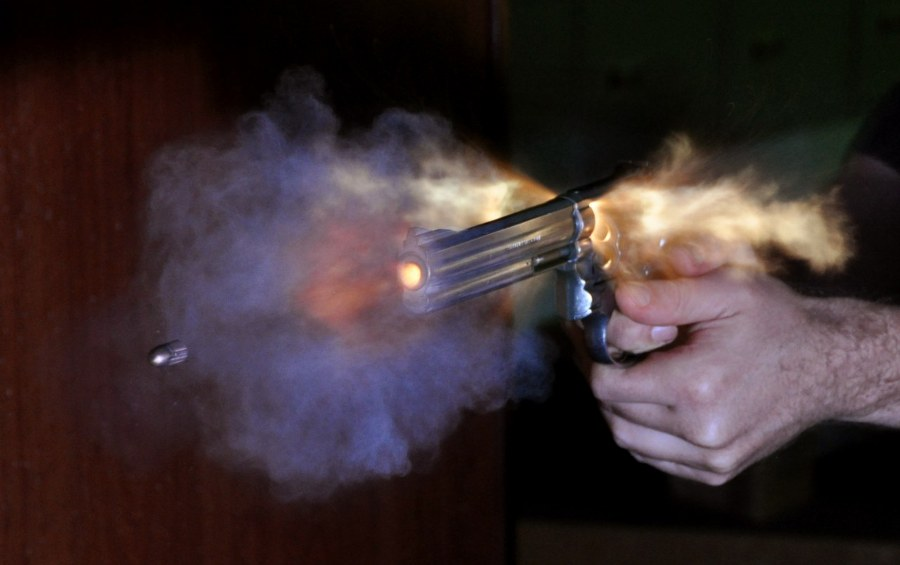
El aumento de la violencia en Honduras ha hecho pensar a los políticos que la mejor manera de proteger a la población es prohibir las armas de fuego.

Por largo tiempo, las leyes de Honduras han tenido una visión muy liberal en lo que respecta a la posesión de armas de fuego. Hasta el año 2013, a los ciudadanos hondureños y extranjeros residentes legales en el país, la ley les permite poseer hasta 5 armas por persona, entre pistolas, escopetas o rifles de diferentes calibres. Estas armas de fuego pueden utilizarse con el fin de la caza, competencia, prácticas de tiro, protección hogar, protección del trabajo, seguridad personal y otras actividades permitidas por la ley. 
Para poseer un arma, los solicitantes únicamente deben presentar un formulario con los datos personales y residencia, información sobre las características del arma, constancia de haberse practicado la prueba balística, pago de la matrícula municipal y documentos de identificación.
Debido al incremento de la delincuencia, la posesión de armas en el hogar, comercios, en el trabajo (como conductores de camiones repartidores, taxistas y camioneros) se ha vuelto una práctica muy común en Honduras. Cualquiera que visite una ciudad en Honduras, notará inmediatamente la presencia de guardias armados en prácticamente todos los establecimientos como restaurantes, supermercados y empresas.
Letreros de "No Se Permiten Armas" pueden verse en ciertos lugares, recordando a los clientes a dejar sus armas de fuego en casa, al realizar negocios con ellos. Además, algunos establecimientos han ido tan lejos, como instalar detectores de metales para los visitantes con el propósito de asegurarse que estos estén desarmados al entrar. 
El aumento de la delincuencia en Honduras, ha llevado a algunos políticos a pensar que la mejor manera de proteger a los ciudadanos de prohibir totalmente las armas de fuego a la población. Para Elvin Santos Lozano del Partido Liberal de Honduras (PLH). "En Honduras se debe prohibir a la ciudadanía que porte armas." Según él, "Ese debe ser el primer paso para combatir la delincuencia." Y añade "Que en un país donde se cree que tener una pistola es tener poder divino de cancelar vidas humanas útiles es una barbaridad. "Yo creo" dice Santos Lozano "Que son derechos que no deben concederse en un país con una escolaridad tan baja como esta." De acuerdo a Lozano, solo la autoridad es la única que debería portar armas. 

Pero en Honduras la realidad es otra, comprar cualquier tipo de arma legal o ilegal es relativamente fácil. Basta ir a "La Armería" la única tienda autorizada por las Fuerzas Armadas para venderlas y que según todas las sospechas es de militares retirados. En esa tienda, una calibre 22 o 38 cuesta alrededor de $500 mientras que una 9 mm cuesta alrededor de $800. Ideal para una mujer porque es liviana y fácil de usar dicen.Con eso dicho, es importante tener en cuenta el hecho en que la mayoría de crímenes en el país se hacen con armas ilegales,y la alta desconfianza con el gobierno y sus instituciones de proteger a sus ciudadanos han hecho que muchas personas consideren portar armas como un derecho esencial

## Armas y violencia

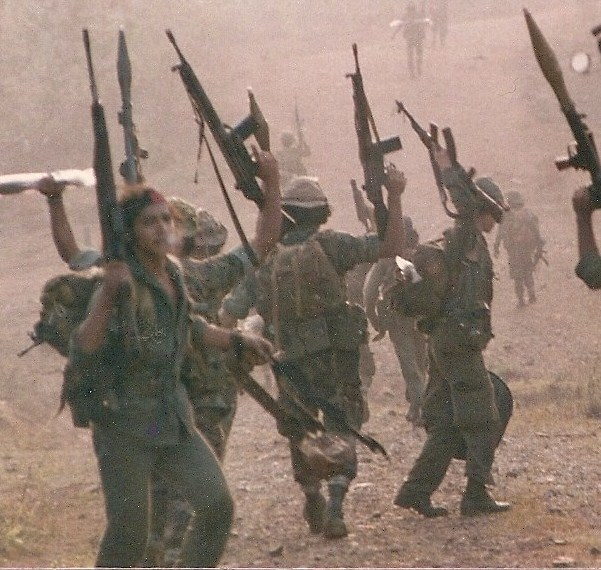
Un indeterminado número de armas de los ex-Contras nicaragüenses se encuentran en manos de civiles hondureños

La delincuencia ha sido endémica en Honduras durante varios años. El alto nivel de violencia y asesinatos en los últimos 20 años trajo a conciencia a los funcionarios públicos sobre la necesidad de formular leyes que restringen y regulan las armas de fuego en el país. 
En 2008, Honduras tuvo la segunda tasa más alta de homicidios en el mundo por cada 100.000 habitantes con 78,6 por ciento de estos cometidos por arma de fuego.[14] En el 2012, Honduras tuvo la tasa de homicidios más alta del mundo y San Pedro Sula,  la tasa de homicidios más alta del país con 137,5 asesinatos por cada 100.000 habitantes. Entre 2005 y mediados de 2010, el 79.38% de las muertes se cometieron por armas de fuego en el país. 
El PNUD estima que de por lo menos de las 800.000 armas que hay en el país,  650.000 son armas que circulan ilegalmente.
Las autoridades hondureñas creen que unas 500.000 armas etiquetadas como armas de guerra están en manos de civiles y criminales.
La mayor parte de las armas ilegales en el país fueron adquiridas durante los años hostiles de la década de 1980, y 1990, cuando los Contras nicaragüenses usaron el territorio hondureño para desestabilizar al gobierno Sandinista. Eso hizo que entraran al país gran cantidad de armas. Además entraron al país gran cantidad de armas procedentes de El Salvador, país que sostenía un conflicto armado con el Frente Farabundo Martí para la Liberación Nacional y del norteño país de Guatemala que también tenía conflictos armados. Al finalizar estos conflictos, las armas se quedaron en Honduras al "mejor postor".

## Derechos constitucionales

El título III, capítulo IV, artículo 94 de la Constitución Hondureña de 1965 declara que nadie puede poseer o llevar armas sin el permiso de la autoridad competente. Mientras que la Constitución de 1957 en el título II, capítulo IV dice a los habitantes de la República que pueden poseer y portar armas conforme a la ley. Sin embargo, la Constitución Hondureña de 1982, no hacen ninguna mención explícita de los ciudadanos y la posesión de armas, solamente incluye lo siguiente:
- ARTICULO 61.-	La Constitución garantiza a los hondureños y extranjeros residentes en el país, el derecho a la inviolabilidad de la vida, a la seguridad individual, a la libertad, a la igualdad ante la ley y a la propiedad.
- ARTICULO 59.-	La persona humana es el fin supremo de la sociedad y del Estado. Todos tienen la obligación de respetarla y protegerla. La dignidad del ser humano es inviolable.
- Artículo 274.- Las Fuerzas Armadas estarán sujetas a las disposiciones de su

Ley Constitutiva y a las demás Leyes y Reglamentos que regulen su 
funcionamiento… Además cooperarán con las instituciones de seguridad 
pública, a petición de la Secretaría de Estado en el Despacho de Seguridad, 
para combatir el terrorismo, tráfico de armas y el crimen organizado, así como 
en la protección de los poderes del Estado y el Tribunal de Elecciones, a 
pedimento de éstos, en su instalación y funcionamiento
- ARTICULO 292.-	Queda reservada como facultad privativa de las Fuerzas Armadas, la fabricación, importación, distribución y venta de armas, municiones y artículos similares.

## Decreto n.º 69-2007
El aumento de la delincuencia y la violencia y las muertes por arma de fuego llamó la atención del gobierno. Este se vio en la necesidad de restringir aún más la propiedad y posesión de armas de fuego por individuos.
Bajo el Decreto número 69-2007, promulgada el 29 de junio de 2007, se limita a los ciudadanos a registrar sólo cinco armas de fuego y ya no están autorizados a portar sus armas de fuego en público a menos que se transportan y de la manera correcta.[23]
Además, las armas de fuego no se pueden portar cuando el individuo se conduce en una motocicleta, a menos que el portador es un oficial de la ley.

## Ley de Control de armas de fuego, municiones, explosivos y otros similares

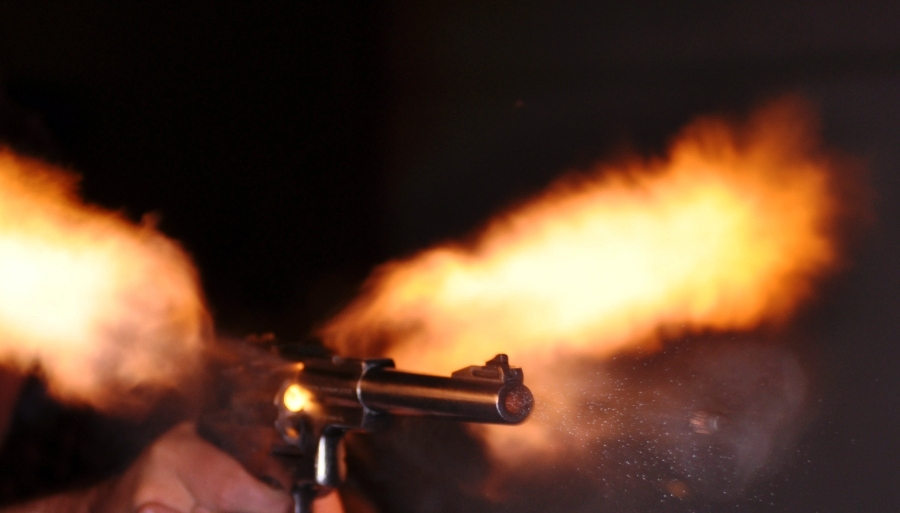
Magnum 44, una de las armas permitidas en Honduras

Desde el 19 de junio de 2000 el Congreso Nacional de Honduras aprobó una nueva "ley para la comercialización, tenencia, portación, modificación, uso, reparación y recarga de armas de fuego, municiones, accesorios y otros similares. Igualmente la importación, explotación, almacenaje y transporte de explosivos." 
De acuerdo al documento, "la aplicación de esta Ley corresponde al poder Ejecutivo 
por medio de la Secretaría de Estado en el Despacho de Seguridad. Asimismo, el documento declara que le "Corresponde a la Secretaría de Estado en el Despacho de Seguridad, la Seguridad de Registro de Armas, en el cual estarán depositadas las evidencias balísticas de todas las armas que circulen en el país, siendo responsabilidad de la Dirección General de Investigación Nacional, al manejo de dicho registro, correspondiendo a la Dirección General de la Policía Preventiva, lo relativo a la tenencia y Portación."
- ARTICULO 7.- Para los efectos de esta ley se consideran permitidas deconformidad con reglamentación al efecto, las armas defensivas y deportivas siguientes:
  - 1) Armas de puño o cortas: Los revólveres y pistolas semiautomáticas hasta punto cuarenta y cinco pulgadas (45), u once punto cinco milímetros (11.5)de calibre; También se permite el uso de accesorios tales focos en armas de .22 calibre. (Le BNKR)
  - 2) Las armas de hombro o largas; Fusiles y carabinas de acción mecánica y semiautomática, hasta punto trescientos ocho pulgadas de calibre (308); y;
  - 3) Escopetas de acción mecánica o semiautomática, de los calibres diez (10), doce (12), dieciséis (16), veinte (20), y punto cuatrocientos diez (410)siempre que el cañón no sea menor de cuarenta y seiscentímetros (46cm.) o dieciocho (18) pulgadas. También se permite el uso de accesorios tales como focos en armas calibre .22 (Le BNKR)
- ARTICULO 8.- Son armas y municiones prohibidas las siguientes:
  - 1) Las armas de cualquier calibre de funcionamiento automático, las silenciadas o de alta precisión, cuyo uso es reservado a las Fuerzas Armadas y Policía Nacional y sujetas a reglamentación especial;
  - 2) Las armas de fuego o todo artefacto o dispositivo de construcción casera o artesanal, que permitan lanzar proyectiles aprovechando la fuerza de expansión de los gases de pólvora.
  - 3) Toda inventiva o proyectil de fabricación casera o artesanal que pueda producir incendio o que contenga sustancias paralizantes, lacrimógenas, vomitivas o explosivas de fabricación casera o artesanal;
  - 4) Los proyectiles perforantes de protectores blindados, explosivos, fragmentarios o de detonación o cualquier otro prohibido en Convenciones Internacionales ratificadas por Honduras.
  - 5) En general toda arma de fuego de fantasía extiéndase como tal, aquella que esconde su verdadera finalidad bajo una apariencia inofensiva, como bastones, lápices, maletines u otras;
  - 6) Las miras infrarrojas, láser o de alta precisión telescópica que no sean de casería o deportivas; reductores de ruido, silenciadores y cualquier dispositivo que permita el lanzamiento de granadas. El uso de compensadores, estará permitido exclusivamente en actividades deportivas reguladas;
  - 7) Los mecanismos de conversión de armas a funcionamiento automático;
  - 8) Las municiones envenenadas con productos químicos o naturales;y,9) En general todas las llamadas armas especiales que son prohibidas en virtud de Convenciones Internacionales, como las químicas, biológicas y nucleares, ratificas por el Estado.[15]

- ARTICULO 9.- Para las armas autorizadas, de puño o cortas, de hombro o largas, se permite el uso de munición con ojivo de tipo convencional expansivo, para las escopetas, se permite el uso de cartucho de cacería convencionales, comprendiéndose entre esto, los de perdigón múltiple y de proyectil de posta.[15]

- ARTICULO 10.- Se prohíbe absolutamente, la posesión y uso de armas largas cuyos cañones hayan sido recortados, a menos longitud que la establecida en el numeral 3) del Artículo 7 de esta Ley.[15]

## Responsabilidad del estado hondureño

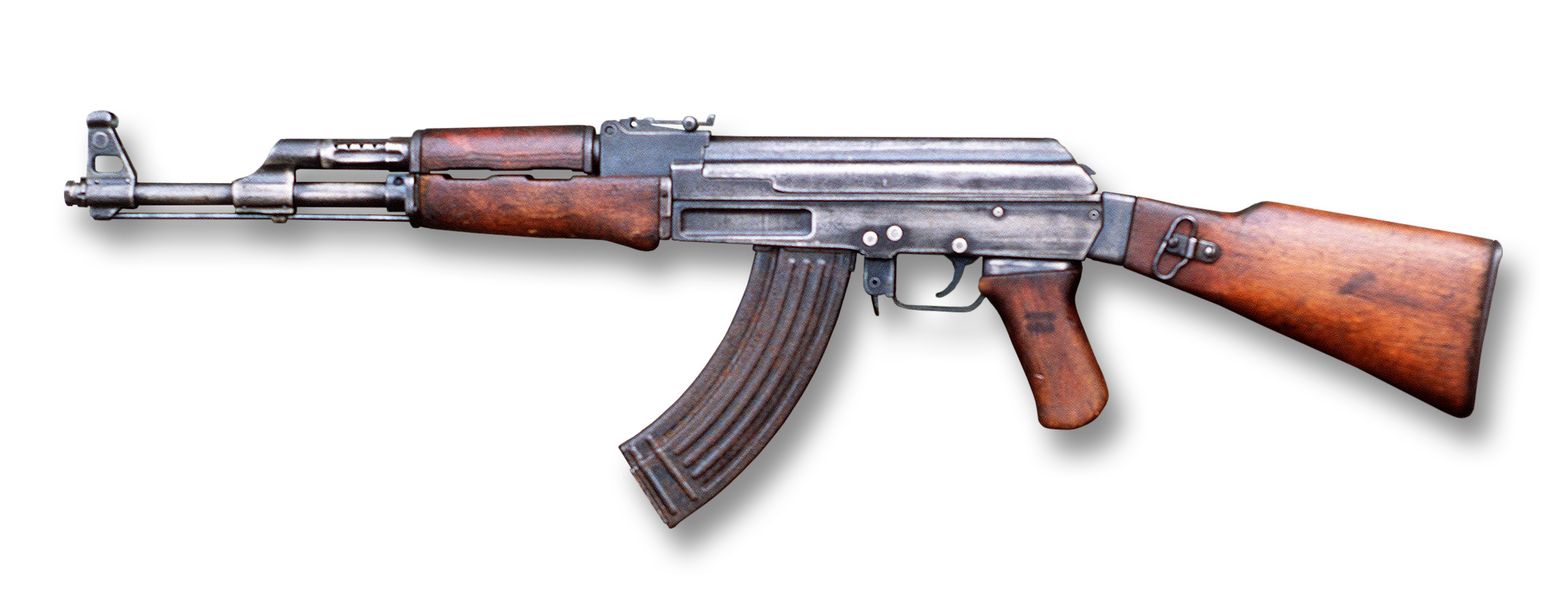
AK-47, una de las armas prohibidas, circulan libremente en manos de los delincuentes

La violencia y la criminalidad que azota a la sociedad hondureña no son, el resultado único de la amplia disponibilidad de armas de fuego en manos de la población civil. Pero si es, de acuerdo a un estudio británico (Moser y Winton 2002) y al Centro de Investigación y Promoción de los Derechos Humanos (CIPRODEH), una de las tres causas estructurales de este problema en Honduras. Las otras dos causas son la pobreza y el legado que dejó la violencia política. 

Según el CIPRODEH "Las armas de fuego constituyen... un agente transmisor y multiplicador de la violencia, pues son el instrumento más efectivo para ejercerla y aumentan de manera significativa su letalidad. Su presencia y su relativa libre circulación en manos de los ciudadanos eleva las probabilidades de que sean utilizadas para resolver cualquier conflicto y para imponer los deseos de unas personas sobre otras erosionando el imperio de la legalidad que gobierna a todos de forma igualitaria y deslegitimando una de las funciones fundamentales del Estado moderno."
Por lo tanto, le corresponde al Estado hondureño "la responsabilidad de retener el monopolio del uso de la fuerza. Controlando la circulación de las armas de fuego se reducen los elevados riesgos que generan las armas en términos de afectación de la salud, de violación de los derechos y de amenaza a la seguridad ciudadana."
Actualmente, existen en Honduras serias lagunas legales que impiden un efectivo control de las armas de fuego, existen graves fallas operativas que facilitan que las armas pasen del mercado legal al ilegal, el control sobre la portación en manos de particulares es laxo y a veces pareciera alentar el armamentismo y el disimulo estatal en el monopolio del uso de la fuerza, se evidencia que la legislación no ha permitido una institucionalidad seria y eficiente para el control, sino que la misma es dispersa y fomenta la confusión entre la institucionalidad de Defensa y Seguridad."

## Nueva iniciativa de ley

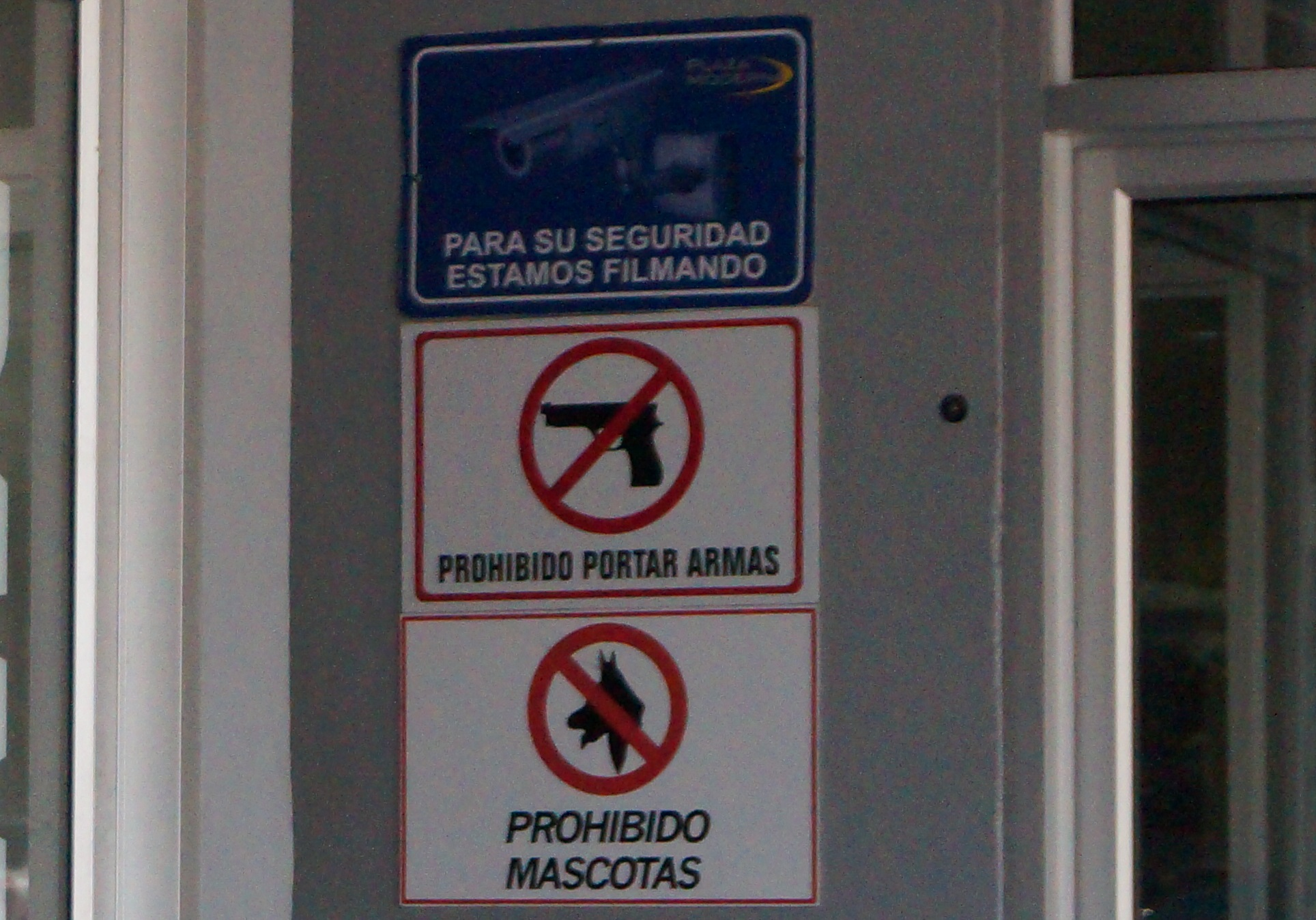
Letreros como este se observan por toda Honduras, donde gran parte de la población anda armada.

En el 2013 el Congreso de la República discutió una nueva iniciativa de ley. Esta contempla aspectos como la autorización, únicamente, de una arma por persona y eleva a 25 años la edad mínima para la autorización de un permiso o licencia. Esta nueva propuesta sanciona con multas hasta 50 salarios mínimos...a las personas que porten armas de manera ilegal. 
En caso de reincidencia se procederá a la suspensión temporal o definitiva de las licencias y se decomisará el material controlado, también sin perjuicio de la responsabilidad penal del infractor.
"Los interesados en portar una arma deberán aprobar una evaluación o test psicológico que determine su aptitud psíquica y señala que las personas que deseen portar armas tendrán que certificar, mediante revisión médica, la inexistencia de adicciones a psicofármacos, estupefacientes o bebidas alcohólicas."
"El proyecto de ley señala que toda persona que porte una arma... sin autorización será detenida de manera inmediata y el arma será decomisada.“Toda arma no prohibida cuyo tenedor carezca de permiso, será decomisada y el portador será detenido preventivamente por un periodo de veinticuatro (24) horas debiendo remitirse de inmediato a la Jefatura Departamental de la Policía Preventiva más cercana”, dice el artículo 135 del proyecto."
Para el exdiputado del Congreso Nacional y del Parlamento Centroamericano (PARLACEN).
"El proyecto de tenencia y portación de armas que el Congreso Nacional pretende convertir en ley, no busca en esencia reducir los altos niveles de criminalidad, sino de enviar un mensaje falso a la población de que se están tomando las medidas adecuadas en ese tema."
“Ese afán de generar una enorme cantidad de legislación, no sirve para mucho, pero sí vende la imagen y da la impresión de que las autoridades están profundamente preocupadas por el problema de la inseguridad”, precisó el exdiputado del Congreso Nacional y del Parlamento Centroamericano (PARLACEN).."
"Al descifrar el fondo del proyecto de ley, Alvarado interpreta que la iniciativa generará más corrupción, porque la gente buscará la forma de obtener sus permisos por la vía que le resulte más expedita." Asimismo, Alvarado cree que "el 95 por ciento de los crímenes con armas de fuego, se comete con artefactos ilegales, sobre todo, con fusiles automáticos."."